# Marc Buschle
Marc Buschle (ur. 16 maja 1979) – niemiecki zapaśnik startujący w stylu wolnym. Zajął trzynaste miejsce na mistrzostwach świata w 2005. Siódmy na mistrzostwach Europy w 2007. Trzykrotny medalista wojskowych MŚ, w tym srebrny w 2002 i 2005. Szósty w Pucharze Świata w 2002. Trzeci na ME juniorów w 1996 roku.
Mistrz Niemiec w 2000 i 2006; drugi w 1999, 2007 i 2007, a trzeci w 2002 i 2008 roku.